# Singknaben der St. Ursenkathedrale Solothurn
Die Singknaben der St. Ursenkathedrale (Solothurner Singknaben) sind ein schweizerischer Knabenchor aus Solothurn. Die Tradition des Chores gründet auf der mittelalterlichen Schola des St. Ursenstiftes, den sogenannten Choraulen, die bereits 742 erstmals erwähnt werden. Damit gelten die Singknaben als der älteste Knabenchor der Schweiz. Der Chor ist heute konfessionell neutral. Zum Repertoire gehört geistliche, wie auch weltliche Chorliteratur aus allen Epochen.

## Aufbau
Der Chor umfasst über 60 Knaben und junge Männer, die wöchentlich drei bis vier Stunden dem Singen widmen. Die intensiven Proben gelten der Erarbeitung neuer Literatur in Einzelstimmen sowie im gesamten Chor. Ein professioneller Stimmbildner und eine Gesangspädagogin begleiten die Arbeit der Singknaben. Der Angelpunkt im musikalischen Jahr des Chores ist das Singlager der Knabenstimmen, während dessen das Programm für das jährliche Herbstkonzert erarbeitet wird. Der Aufführung in Solothurn folgt in der Regel eine Tournee mit Gastkonzerten in unterschiedliche europäische Länder. Darüber hinaus ist das Weihnachts-Oratorium von Johann Sebastian Bach seit einigen Jahren fester Bestandteil und traditioneller Höhepunkt des Konzertprogramms der Solothurner Singknaben.

## Repertoire
Das vielfältige Repertoire der Singknaben umfasst neben zeitgenössischer Chormusik auch gregorianischen Gesang, Motetten, Kantaten, Messen, sowie weltliche und geistliche Lieder, darunter Volkslieder aus der Schweiz und anderen Ländern.

## Geschichte
Die Geschichte der Singknaben wurzelt in der Gründungszeit des St. Ursenstifts, das bereits 742 über einen Knabenchor, die Choraulen, verfügte. Mit ihrer über 1200-jährigen Geschichte sind die Singknaben der älteste Knabenchor der Schweiz und auch europaweit einer der traditionsreichsten Chöre. In den früheren Jahrhunderten beschränkte sich der Auftrag der Knaben darauf, einstimmig die lateinische Messe zu singen. Noch bis weit ins 20. Jahrhundert bestand der Chor nur aus wenigen Sängern. Im Jahr 1971 übernahm Peter Scherer die Leitung des damals fünfköpfigen Chores und baute ihn in den folgenden Jahren zu einem repräsentativen Knabenchor auf. Mit Andreas Reize, der bereits als Knabe Mitglied des Chores war, haben die Singknaben seit 2007 zum ersten Mal einen aus den eigenen Reihen hervorgegangenen musikalischen Leiter. Ab 2021 leitet Tobias Stückelberger, welcher seine ersten sängerischen Erfahrungen in der Knabenkantorei Basel sammelte, die Singknaben der St. Ursenkathedrale Solothurn. Weitere ehemalige Mitglieder der Solothurner Singknaben stehen heute als professionelle Sänger auf internationalen Bühnen.